# Sóng xung kích
Sóng xung kích (tiếng Anh: shock wave) là một mặt gián đoạn lan truyền trong các môi trường vật chất (thường gặp trong môi trường chất lưu như môi trường chất khí, chất lỏng, plasma,...) mà khi đi qua mặt truyền sóng các thông số khí động, nhiệt động như mật độ, áp suất, nhiệt độ, vận tốc, entropy,... bị gián đoạn với các bước nhảy hữu hạn. Cần phân biệt sóng xung kích với các sóng xuất hiện từ các va chạm sinh ra. Trong trường hợp sau thì không phải bản thân các thông số khí động và nhiệt động gián đoạn trên mặt truyền sóng mà là đạo hàm của chúng bị gián đoạn.

## Các tính chất vĩ mô của sóng xung kích

### Nhiệt động lực học sóng xung kích
Từ cái nhìn vĩ mô sóng xung kích được xem xét như một mặt tưởng tượng mà trên đó các đại lượng nhiệt động lực học của môi trường (các thông số này về nguyên tắc là các hàm liên tục theo không gian) có các điểm kì dị có thể bỏ qua: bước nhảy hữu hạn. Khi đi qua mặt truyền sóng xung kích giá trị của áp suất, nhiệt độ, mật độ vật chất của môi trường, và cả vận tốc chuyển động của môi trường đối với mặt truyền sóng xung kích đều có sự đột biến. Tất cả các đại lượng này biến đổi không độc lập tuyến tính mà liên hệ bởi một đặc tính duy nhất của sóng xung kích - số Mach. Phương trình toán học liên hệ các đại lượng nhiệt động trước và sau mặt truyền sóng xung kích được gọi là hệ thức đẳng áp xung kích, hoặc là đẳng áp Hugoniot (Hu-gô-ni-ô).
Các sóng xung kích không mang tính chất cộng, tức là trạng thái nhiệt động của môi trường xuất hiện sau một sóng xung kích không thể nhận được bằng cách tổng hợp hai sóng xung kích có cường độ yếu hơn.

## Cấu trúc vi mô của sóng xung kích
Độ dày của sóng xung kích cường độ lớn thường vào khoảng độ dài bước nhảy tự do của phân tử khí (chính xác hơn là khoảng 10 lần độ dài bước nhảy tự do, và không thể nhỏ hơn 2 lần giá trị này; kết quả này được đưa ra bởi Chapman vào những năm đầu thập kỉ 50). Trong khí động lực học vĩ mô thì độ dài chuyển động tự do được xem là vô cùng nhỏ (xấp xỉ bằng không), các phương pháp khí động học đơn thuần không thể đem ứng dụng vào việc nghiên cứu cấu trúc của sóng xung kích với cường độ lớn.
Để phục vụ mục đích nghiên cứu lý thuyết về cấu trúc của sóng xung kích người ta thường sử dụng lý thuyết động học. Bài toán về cấu trúc của sóng xung kích không có lời giải giải thích, nhưng cũng có thể sử dụng các mô hình đã được đơn giản hóa. Một trong những mô hình đó là mô hình Tamm-Mott-Smith

## Vận tốc truyền sóng xung kích
Vận tốc truyền sóng xung kích trong môi trường cao hơn vận tốc âm thanh trong môi trường đó. Cường độ sóng càng lớn thì vận tốc truyền sóng càng cao. Cường độ của sóng xung kích được đánh giá dựa vào tỉ lệ giữa độ chênh lệch áp suất trước và sau mặt truyền sóng so với áp suất của môi trường 
(ptrước mặt sóng xung kích-psau mặt sóng xung kích)/(pmôi trường)